# Estación de Santa Coloma
Santa Coloma es una estación de la línea 1 del Metro de Barcelona. 
La estación está situada debajo del paseo Llorenç Serra de Santa Coloma de Gramanet y se inauguró en 1983.
En 2010 se llevó a cabo una remodelación de la estación, adaptándola a personas con movilidad reducida y modernizando el vestíbulo y la nave de andenes.
| << cabecera           | < estación    | línea | estación > | cabecera >> |
| --------------------- | ------------- | ----- | ---------- | ----------- |
| Metro                 |               |       |            |             |
| Hospital de Bellvitge | Baró de Viver |       | Fondo      | Fondo       |

- Datos: Q506934
- Multimedia: Santa Coloma metrostation / Q506934